# Razumnoe
Razumnoe è una cittadina della Russia europea sudoccidentale, situata nella oblast' di Belgorod; appartiene amministrativamente al rajon Belgorodskij.
Sorge nella parte meridionale della oblast', pochissimi chilometri a sudovest della città di Belgorod della quale costituisce un sobborgo.